# انیس آلوشی
انیس آلوشی (انگلیسی: Enis Alushi؛ زادهٔ ۲۲ دسامبر ۱۹۸۵) بازیکن فوتبال اهل آلمان است.
از باشگاه‌هایی که در آن بازی کرده‌است می‌توان به باشگاه فوتبال پادربورن، باشگاه فوتبال کلن، باشگاه فوتبال کایزرسلاوترن، باشگاه فوتبال وهن ویسبادن، باشگاه فوتبال سن پائولی، و باشگاه فوتبال نورنبرگ اشاره کرد.
وی همچنین در تیم‌های ملی فوتبال جوانان آلمان، و جوانان آلمان، و کوزوو بازی کرده‌است.